# Olse Merksem HC
L'Olse Merksem Handball Club è una squadra di pallamano maschile belga con sede a Mettet.

## Palmarès

### Trofei nazionali
- Campionato del Belgio: 1
  - 1991-92.